# Zamdorf

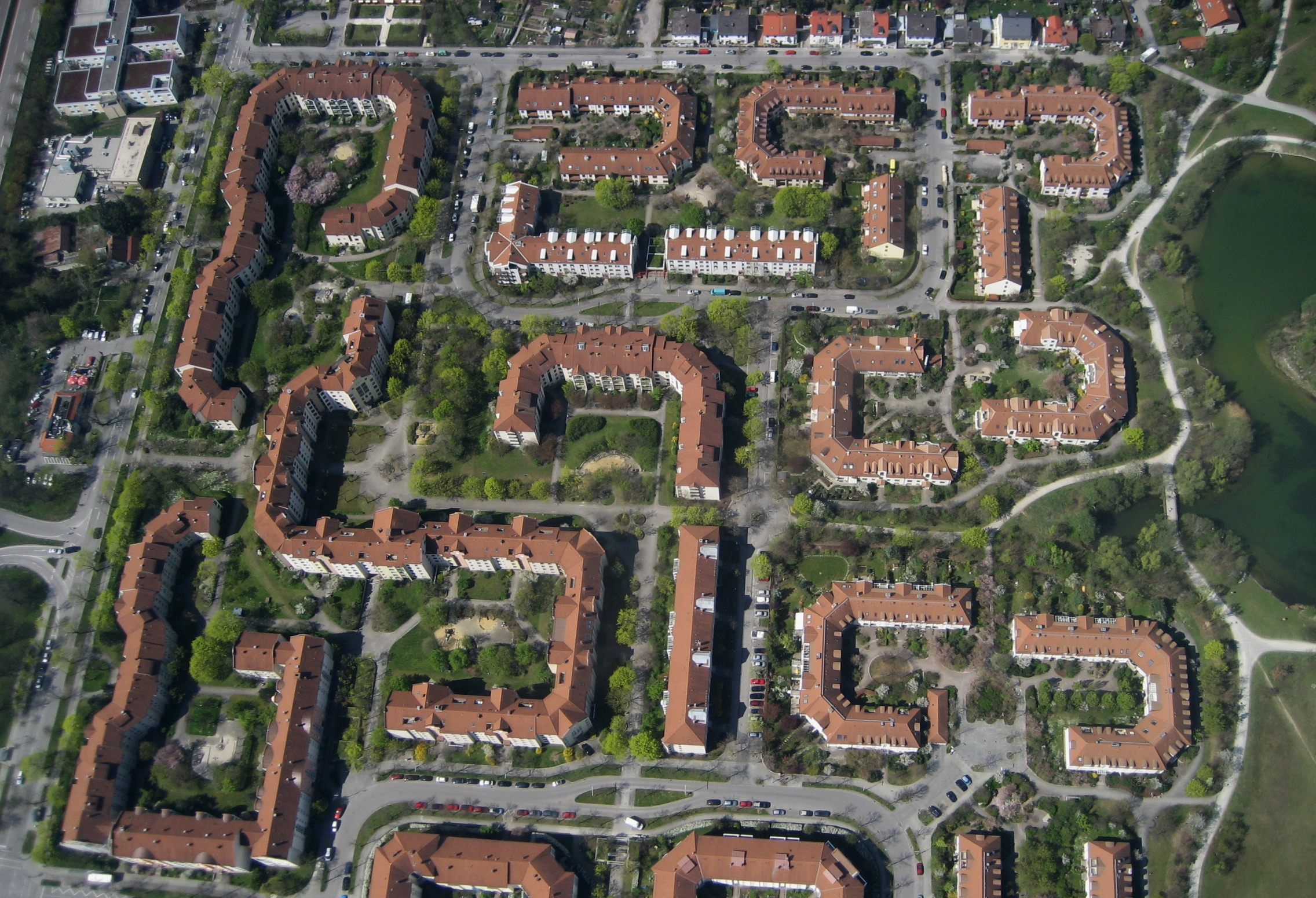
Luftbild des Zamilaparks

Zamdorf ist ein Stadtteil der bayerischen Landeshauptstadt München und gehört zum Stadtbezirk 13 Bogenhausen.

## Lage
Zamdorf liegt im Süden des Stadtbezirks Bogenhausen östlich des Stadtteils Steinhausen. Die Bahnstrecke München Ost–München Flughafen begrenzt es im Süden und Osten.

## Geschichte
Zamdorf wurde erstmals 1021 als Zamindorf erwähnt, das auf den Männernamen Zamo zurückgeht. Bei der Gemeindebildung in Bayern 1818 bildete Zamdorf zunächst mit Steinhausen und Denning eine eigenständige Gemeinde, die 1820 der Gemeinde Daglfing angegliedert wurde. 1875 wechselte Zamdorf mit Steinhausen nach Berg am Laim. Mit der Eingemeindung der Gemeinde Berg am Laim kam Zamdorf am 1. Juli 1913 nach München. Bei einer Arrondierung der Stadtbezirke wurden Zamdorf und Steinhausen 1937 dem damaligen Stadtbezirk XXIX zugeordnet, aus dem 1992 der Stadtbezirk 13 Bogenhausen wurde.
Zamdorf war ursprünglich ein reines Bauerndorf. Im 19. Jahrhundert entstanden Ziegeleien, in denen aus dem dort gewonnenem Lehm Ziegel für die rege Bautätigkeit in München gebrannt wurden.
Am 11. Juni 1897 erhielt Zamdorf einen Haltepunkt für den Vorortverkehr an der Bahnstrecke München–Simbach, der sich östlich des Ortes befand. 1909 verlegten die Bayerischen Staatseisenbahnen den Haltepunkt an die neu errichtete Bahnstrecke München Ost–Ismaning. 1959 wurde der Haltepunkt Zamdorf aufgelassen.

## Ortsbild

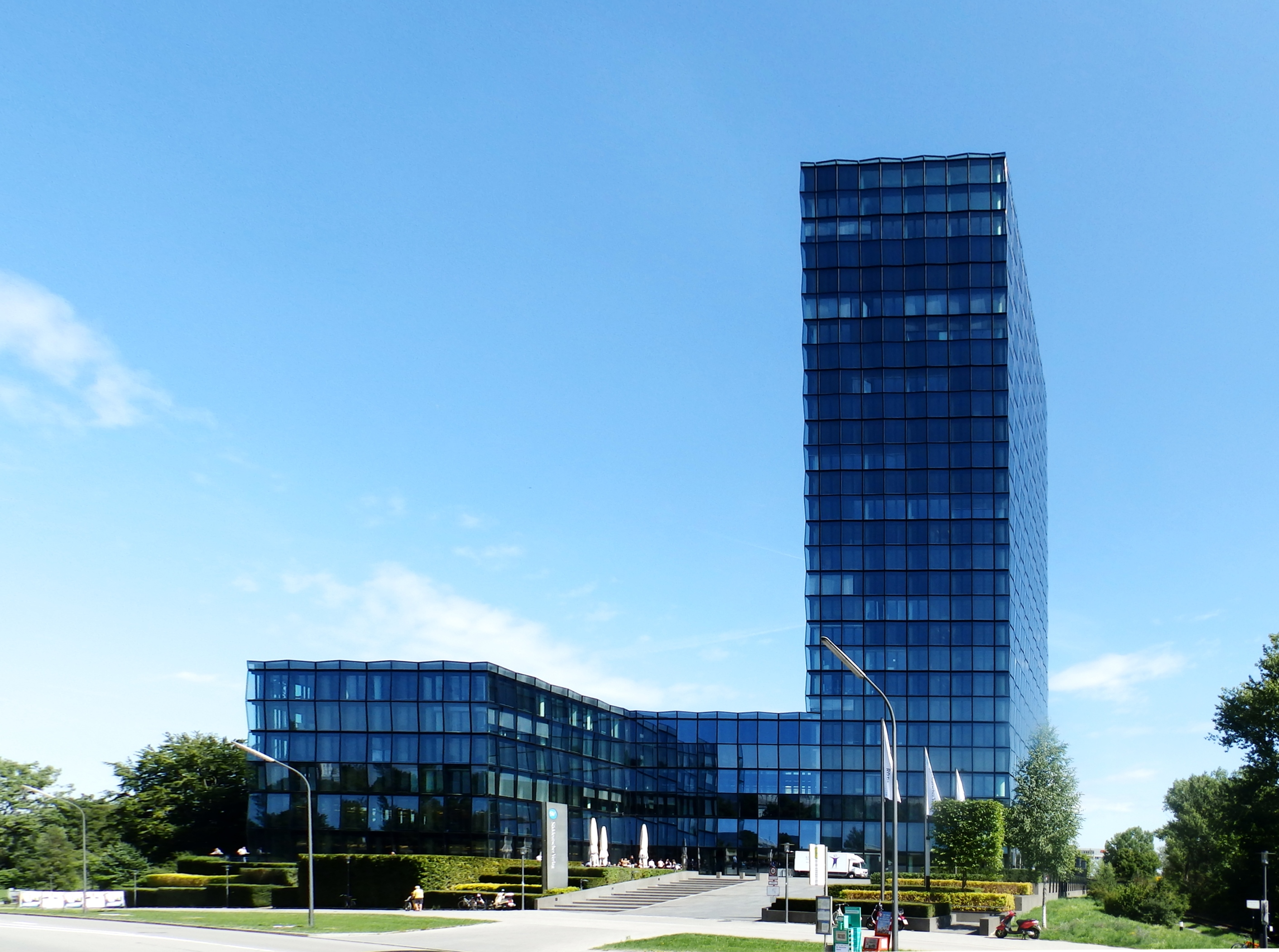
Hochhaus des Süddeutschen Verlags

Zwischen dem Denninger Anger und der Bundesautobahn 94 liegen die Wohnquartiere mit Einfamilienhäusern, die 1934 entstandene Kolonialsiedlung und der zwischen 1983 und 1991 errichtete Zamilapark, eine Siedlung mit 1224 Wohneinheiten und Büros für 2000 Beschäftigte. In der Kolonialsiedlung liegt auch Zamdorfs katholische Pfarrkirche St. Klara.
Südlich der A 94 liegt ein Gewerbegebiet, das an das von Steinhausen anschließt. Besonders auffallend ist das Hochhaus des Süddeutschen Verlags, das nach einem Bürgerentscheid mit reduzierter Höhe gebaut werden musste. Im östlichen Teil befinden sich Hotels dreier verschiedener Ketten und mehrere Unternehmens- und IT-Beratungsfirmen, darunter eine Niederlassung der NTT Data, die die hier ansässige Cirquent übernommen hat.
Zamdorf verfügt über eine eigene Autobahnausfahrt der A 94. Nahe dieser Ausfahrt wurde eines der ersten Burger-King-Restaurants Deutschlands gebaut.

## Vereine
Der SV Zamdorf e. V. existiert seit 1974 und ist einer der bedeutendsten Sportvereine im Münchner Osten.
Der Förderverein zur Unterstützung bolivianischer Straßenkinder e. V. ist durch einen Pfarrer der Kirche St. Klara entstanden.